# 神引展望台

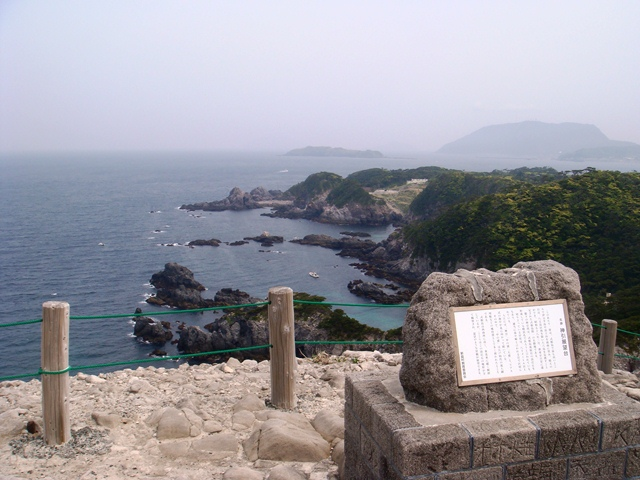
神引展望台

神引展望台（かんびきてんぼうだい、神引山展望台、英語: Kanbiki Observatory)は、東京都式根島にある展望台である。

## 概要
標高98.5 mの神引山に作られた展望台で、頂上まで100段の階段が作られている。入り組んだリアス海岸と透き通った海、晴れた日には伊豆半島や富士山を見渡すことができる。
1982年10月1日、新東京百景に選出された。

## 付近の施設
- 中の浦海水浴場 - 岩場に囲まれた穏やかなビーチ。シュノーケリングが盛ん。
- 御釜湾第一展望台 - 御釜湾を一望することができる展望台。
- 御釜湾第二展望台 - 御釜湾を一望することができる展望台。
- 御釜湾第三展望台 - 御釜湾を一望することができる展望台。

## アクセス
- 野伏港から徒歩30分